# Bayron Martínez
Bayron Miguel Martínez Cortés (Concón, Región de Valparaíso, Chile, 24 de enero de 2001) es un futbolista chileno. Juega de portero y su equipo actual es Concón National de la Segunda División Profesional de Chile.

## Trayectoria
Formado en las divisiones inferiores del Club de Deportes Santiago Wanderers donde tras salir campeón de la categoría sub-17 sería subido al primer equipo para la pretemporada 2019 quedando como el cuarto arquero del plantel.

## Estadísticas

### Clubes
| Club                       | Div.       | Temporada  | Liga  | Liga  | Copas nacionales | Copas nacionales | Torneos internacionales | Torneos internacionales | Total | Total |
| Club                       | Div.       | Temporada  | Part. | Goles | Part.            | Goles            | Part.                   | Goles                   | Part. | Goles |
| -------------------------- | ---------- | ---------- | ----- | ----- | ---------------- | ---------------- | ----------------------- | ----------------------- | ----- | ----- |
| Santiago Wanderers · Chile | 2.ª        | 2020       | 0     | 0     | —                | —                | —                       | —                       | 0     | 0     |
| Santiago Wanderers · Chile | Total club | Total club | 0     | 0     | 0                | 0                | 0                       | 0                       | 0     | 0     |
| Total club                 | Total club | Total club | 0     | 0     | 0                | 0                | 0                       | 0                       | 0     | 0     |
| 1.                         |            |            |       |       |                  |                  |                         |                         |       |       |

### Resumen estadístico
|           | Partidos | Goles |
| --------- | -------- | ----- |
| Primera B | 0        | 0     |
| Total     | 0        | 0     |

## Palmarés

### Títulos nacionales
| Título    | Club               | País  | Año  |
| --------- | ------------------ | ----- | ---- |
| Primera B | Santiago Wanderers | Chile | 2019 |